# Radical 66
El radical 66, representado por el carácter Han 攴, es uno de los 214 radicales del diccionario de Kangxi. En mandarín estándar es llamado 攴部, (pū bù); en japonés es llamado 攴部, ぼくぶ (bokubu), y en coreano 복 (bok). Este radical es llamado «radical “golpear”» en los textos occidentales.
El radical «golpear» aparece generalmente en el lado derecho de los caracteres que se encuentran clasificados bajo él. Puede aparecer en su forma estándar (攴) o en la variante 攵.

## Nombres populares
- Mandarín estándar: 缺支, quē zhī, «radical “rama” (支) incompleto»; 反文旁, fǎn wén páng, «radical “texto” contrario, a un lado».
- Coreano: 칠복부, chil bok bu «radical bok-golpear».
- Japonés:　ト又（とまた）, tomata, «to (ト)-de nuevo» (ya que se puede escribir poniendo el carácter to de katakana ト, sobre el carácter «de nuevo», 又); ぼく旁（ぼくづくり）, bokuzukuri, «radical boku en el lado derecho»;[1] ノ文（のぶん）, no bun, «carácter silábico no (ノ)-texto (文)» (ya que se puede formar añadiendo el carácter ノ a un costado de 文, y quitando el trazo superior).
- En occidente: radical «golpear».

## Galería
| Estilos antiguos                                 | Estilos antiguos                  | Estilos antiguos                        | Estilos antiguos                   | Estilos antiguos                   | Estilos empleados actualmente       | Estilos empleados actualmente  | Estilos empleados actualmente    | Estilos empleados actualmente   | Estilos empleados actualmente  |
|                                                  |                                   |                                         |                                    |                                    |                                     | 攴                             |                                  |                                 |                                |
| 甲骨文 jiǎgǔwén (escritura de huesos oraculares) | 金文 jīnwén (escritura de bronce) | 简帛 jiǎnbó (escritura de bambú y seda) | 篆文 zhuànwén (escritura de sello) | 篆文 zhuànwén (escritura de sello) | 隸書 lìshū (estilo de los escribas) | 楷書 kǎishū (estilo regular)   | 楷書 kǎishū (estilo regular)     | 行書 xǐngshū (estilo corriente) | 草書 cǎoshū (estilo de hierba) |
| 甲骨文 jiǎgǔwén (escritura de huesos oraculares) | 金文 jīnwén (escritura de bronce) | 简帛 jiǎnbó (escritura de bambú y seda) | 大篆 dàzhuàn (sello grande)        | 小篆 xiǎozhuàn (sello pequeño)     | 隸書 lìshū (estilo de los escribas) | 繁體／繁体 fántǐ (tradicional) | 简体／簡體 jiǎntǐ (simplificado) | 行書 xǐngshū (estilo corriente) | 草書 cǎoshū (estilo de hierba) |

## Caracteres con el radical 66
| trazos | carácter                                     |
| ------ | -------------------------------------------- |
| + 0    | 攴 攵                                        |
| + 2    | 收 攷                                        |
| + 3    | 攸 改 攺 攻 攼                               |
| + 4    | 攽 放 敌                                     |
| + 5    | 政 敀 敁 敂 敃 敄 故                         |
| + 6    | 敆 敇 效 敉 敊 敋                            |
| + 7    | 敍 敎 敏 敐 救 敒 敓 敔 敕 敖 敗 敘 教 敚 敛 |
| + 8    | 敜 敝 敞 敟 敠 敡 敢 散 敤 敥 敦 敧 敨 敩 敪 |
| + 9    | 敫 敬 敭 敮 敯 数                            |
| + 10   | 敱 敲 敳                                     |
| + 11   | 敵 敶 敷 數 敹 敺 敻                         |
| + 12   | 整 敼 敽 敾 敿                               |
| + 13   | 厳 斀 斁 斂                                  |
| + 14   | 斃                                           |
| + 15   | 斄                                           |
| + 16   | 斅 斆                                        |